# Gustav Trampe

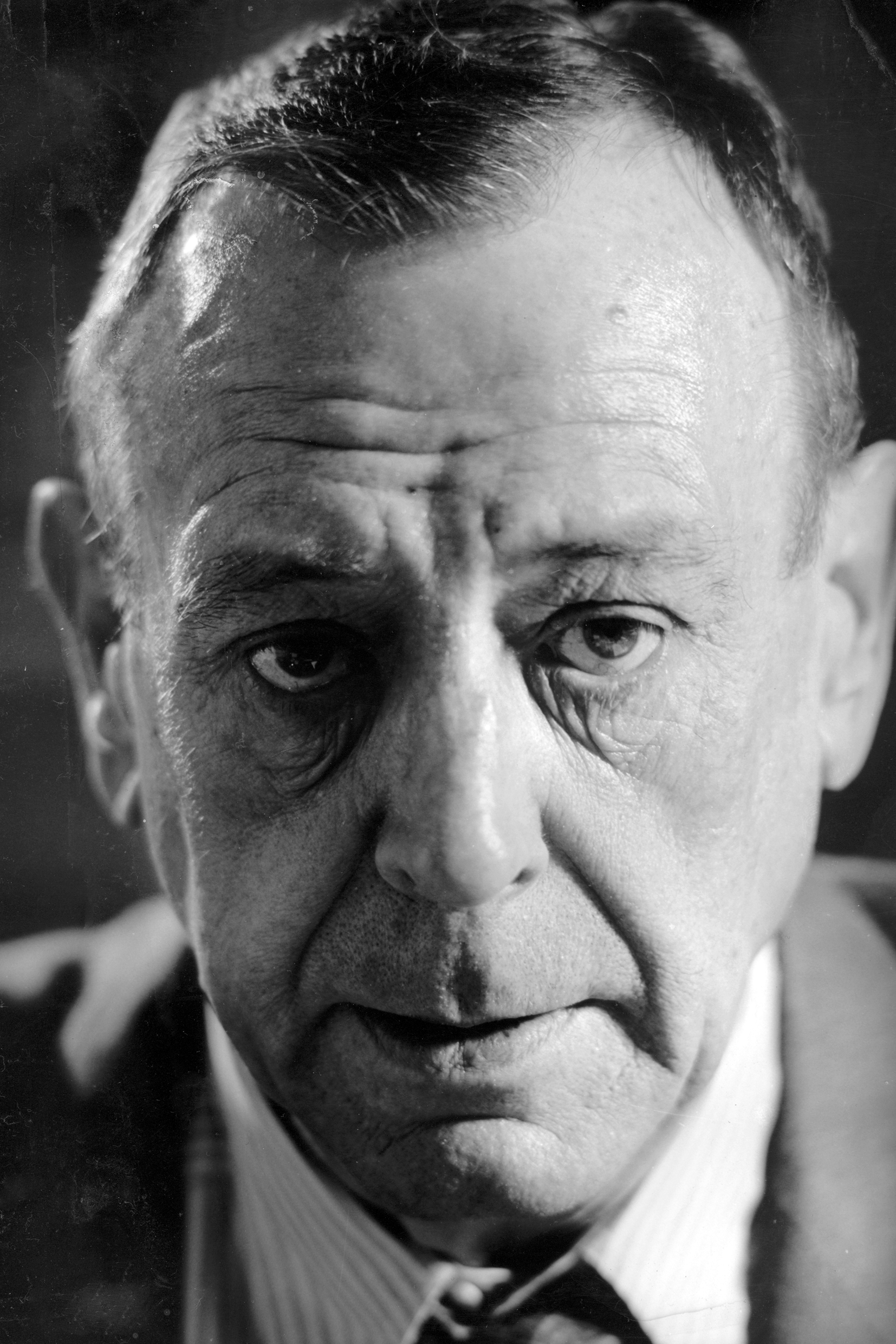
Gustav Trampe

Gustav Trampe (* 1. März 1932 in Warendorf, Westfalen; † 12. Mai 2006 in Berlin) war ein deutscher Fernsehjournalist, unter anderem als Auslandskorrespondent.

## Leben
Trampe wurde als Sohn eines Lehrers geboren. Seine Mutter starb 1942, sein Vater 1943. Seitdem wuchs er bei Verwandten in Paderborn auf, wo er auch das Gymnasium besuchte. Bereits in seiner Schulzeit schrieb er Sportberichte für ein Paderborner Lokalblatt.
Trampe studierte in Marburg, Berlin und München Geschichte, Politik und Zeitungswissenschaften. In Geschichte wurde er zum Dr. phil. bei Franz Schnabel promoviert.
Das Thema seiner Dissertation lautet: „Reichswehr und Presse (Das Wehrproblem der Weimarer Republik im Spiegel von Frankfurter Zeitung, Münchner Neueste Nachrichten und Vorwärts)“.
1960 begann seine journalistische Tätigkeit als Volontär beim Münchner Merkur. Nach anschließender journalistischer Tätigkeit als Redakteur bei der Süddeutschen Zeitung (1962–1963) und als Bonner Korrespondent für die Zeitung Die Welt (1963–1966) kam Trampe 1966 zum ZDF nach Mainz.
Hier arbeitete er bis 1970 als freier Mitarbeiter neben dem ZDF auch noch für andere Rundfunkanstalten.
Bevor er ab Juli 1970 als politischer Korrespondent in Bonn arbeitete, war er von 1967 bis 1968 Studioredakteur in der Hauptausgabe der ZDF-Sendung heute.
Er moderierte später das auslandsjournal und gemeinsam mit Klaus Bresser und Dieter Kronzucker auch das heute-journal, ein aktuelles Sendeformat, das die drei Journalisten entwickelt hatten.
Von 1979 bis 1981 leitete Trampe das ZDF-Studio in New York und danach bis 1988 das ZDF-Studio in Brüssel. Von 1988 bis 1997 war er Chefkorrespondent und Leiter des ZDF-Landesstudios (später: Hauptstadt-Studios) Berlin. Er moderierte auch das Magazin Kennzeichen D. Ab 1997 moderierte er mit Guido Knopp die Sendung Damals. Für die Tageszeitung Der Tagesspiegel rezensierte er Publikationen in der Rubrik Das Politische Buch.
Für die Moderation von Kennzeichen D erhielt Trampe die Goldene Kamera.
Trampe starb im Alter von 74 Jahren nach schwerer Krankheit. Er wurde auf dem Französischen Friedhof in Berlin-Mitte beigesetzt.

Grabstätte

## Schriften
- als Autor:
  - Gustav Trampe: Dem Frieden eine Chance. Neue Wege in der Sicherheitspolitik: Der Abrüstungsvertrag der Supermächte in der Diskussion. Gustav Lübbe Verlag, Bergisch Gladbach 1988.
- als Herausgeber:
  - Die Stunde Null. Erinnerungen an Kriegsende und Neuanfang. Deutsche Verlags-Anstalt, Stuttgart 1995.
  - Menschlichkeit in unmenschlicher Zeit. Allee der Gerechten. Verlag Ullstein, Berlin/Frankfurt am Main 1995.